# Gynoplistia (Gynoplistia) polycantha
Gynoplistia (Gynoplistia) polycantha is een tweevleugelige uit de familie steltmuggen (Limoniidae). De soort komt voor in het Australaziatisch gebied.